# 파아
파아(Paa)는 인도에서 제작된 R. 발키 감독의 2009년 드라마 영화이다. 아미타브 밧찬 등이 주연으로 출연하였다.

## 출연

### 주연
- 아미타브 밧찬
- 아비쉑 밧찬

### 조연
- 비드야 발란
- 파레시 로월

## 제작진
- Line PD: 마라더 스원낸드